# Clynderwen
Clynderwen è un centro abitato del Galles, situato nella contea del Pembrokeshire.